# Рыбкин, Николай Александрович
Николай Александрович Рыбкин (15 (28) апреля 1861 — 1919) — российский педагог, математик, автор школьных учебников и задачников по геометрии и тригонометрии, которые использовались до 1970-х годов в качестве стабильных.

## Биография
В 1879 окончил с золотой медалью Владимирскую гимназию, затем в 1883 окончил Московский университет. После чего порядка 23 лет преподавал математику в частном реальном училище К. К. Мазинга (1883—1887), в Лазаревском институте иностранных языков (1887—1906), по совместительству в Московской практической академии коммерческих наук (1901—1902).

## Публикации
- Рыбкин Н. А. Сборник геометрических задач на вычисление. — 10-е изд. — М., Л. : Гос. изд-во, 1928-1930. — 2 т.[1]
- Рыбкин Н. А. Прямолинейная тригонометрия : учебник для 9 и 10 классов средней школы. — 23-е изд. — М. : Учпедгиз, 1945. — 104 с.
- Рыбкин Н. А. Сборник задач по геометрии. — Ч. 1 : Планиметрия : для 6—9 классов семилетней и средней школы. — 22-е изд. — М. : Учпедгиз, 1956. — 120 с.
- Рыбкин Н. А. Сборник задач по геометрии. — Ч. 2 : Стереометрия : для 9—10 классов средней школы. — 27-е изд. — М. : Учпедгиз, 1960. — 88 с.[2]
- Рыбкин Н. А. Сборник задач по тригонометрии :  с приложением задач по геометрии, требующих применения тригонометрии : для 8, 9 и 10 классов средней школы. — 21-е изд. — М. : Учпедгиз, 1956. — 100 с.